# Брочанаць (Раковиця)
45°04′ пн. ш. 15°36′ сх. д. / 45.06° пн. ш. 15.60° сх. д.
Брочанаць (хорв. Broćanac) — населений пункт у Хорватії, у Карловацькій жупанії у складі громади Раковиця.

## Населення
Населення за даними перепису 2011 року становило 27 осіб.
Динаміка чисельності населення поселення: